# Platambus kempi
Platambus kempi är en skalbaggsart som först beskrevs av Vazirani 1970.  Platambus kempi ingår i släktet Platambus och familjen dykare. Inga underarter finns listade i Catalogue of Life.

## Bildgalleri

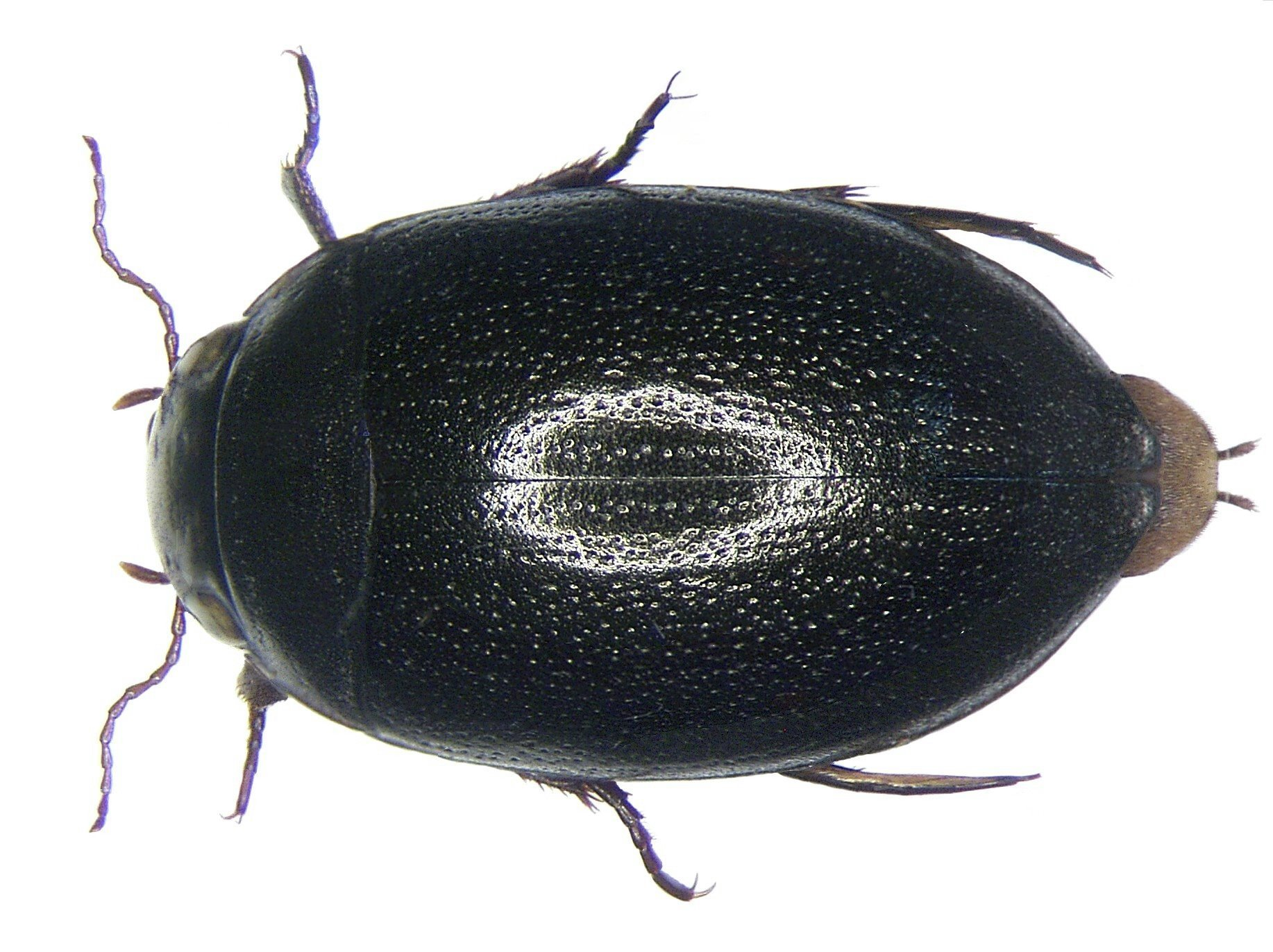